# Luigi Valentino Brugnatelli
Luigi Valentino Brugnatelli (Pavia 14 de febrer de 1761- 24 d'octubre de 1818) va ser un metge i científic italià alumne de Giovanni Antonio Scopoli. La seva tesi doctoral va ser sobre els sucs gàstrics. Es va interessar principalment per la química.
Amic personal d'Alessandro Volta, el va acompanyar a París el 1801 per il·lustrar la invenció de la pila. El 1802 efectuà amb èxit els primers experiments de dauradura galvànica mitjançant galvanoplàstia.
Va escriure nombroses obres de química, física i ciències naturals:
- Biblioteca fisica d'Europa, 20 volumi, 1788-1791
- Annali di chimica, 22 volumi 1790-1805
- Giornale fisico-medico (in collaborazione con Valeriano Luigi Brera), 20 volumi, 1792-1796
- Commentari medici (in collaborazione con Valeriano Luigi Brera), 3 tomi, 1797
- Elementi di chimica appoggiati alle più recenti scoperte chimiche e farmaceutiche (3 voll.), Pavia 1795-1798
- Giornale di fisica, chimica e storia naturale, continuato fin dopo la sua morte, 1808-1827;
- Farmacopea ad uso degli speziali e medici moderni della Repubblica italiana, Pavia 1802, trad. francese: Pharmacopée générale, 2 volumes 1811
- Trattato elementare di chimica generale (quattro edizioni: 1795, 1801, 1803, 1810).
- Litilogia umana ossia ricerche chimiche e mediche. Opera Postuma del Prof. L.V. Brugnatelli, pubblicata dal Dott. Gaspare Brungnatelli. Pavia 1819.

Va ser el primer en adoptar a Itàlia les noves teories de Lavoisier.

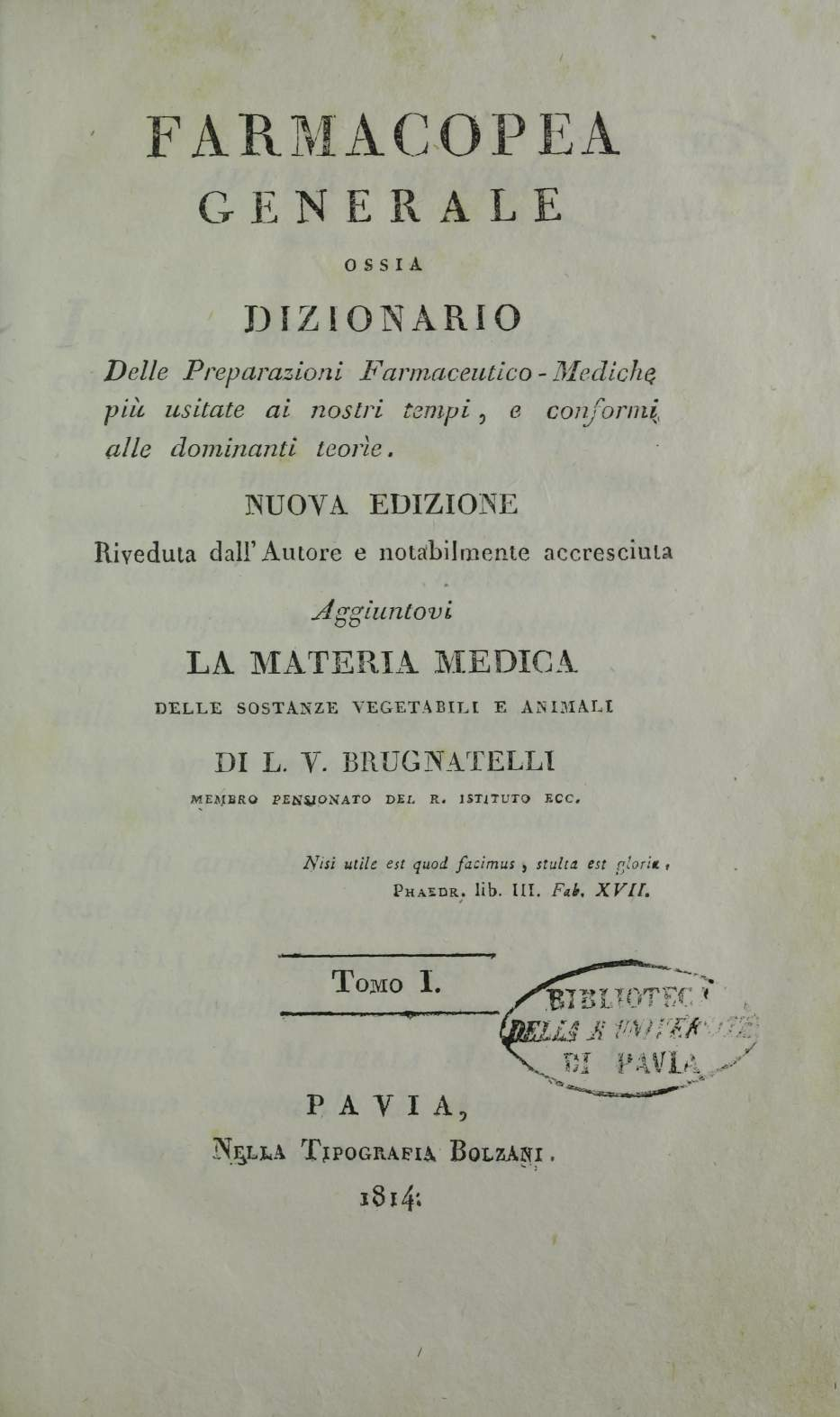
Farmacopea generale, 1814